# Agnes Baden-Powell
Agnes Smyth Baden-Powellová (16. prosince 1858, Paddington-Westminster – 2. června 1945, Anglie) byla anglická skautka, včelařka a mladší sestra barona Roberta Baden-Powella. Proslavila se svou prací při zakládání Světové asociace skautek, jakožto ženského protějšku skautského hnutí, založeného jejím bratrem Robertem Baden-Powellem.

## Život
Narodila se jako třinácté ze čtrnácti dětí reverenda Baden Powella, savilského profesora geometrie na Oxfordské univerzitě. Byla to jeho třetí dcera, starší dvě však zemřely dříve, než se Agnes narodila a ze strany své matky žádnou sestru neměla.[zdroj?] Její matka, třetí manželka Baden-Powella (předchozí dvě zemřely), byla nadaná hudebnice a umělkyně Henrietta Grace Smythová, starší dcera admirála Williama Henryho Smytha a jeho manželky Annarelly. Dalšími bratry Agnes Baden-Powellové byli kromě již výše zmíněného Roberta Warington Baden-Powell, sir George Baden-Powell, Frank Baden-Powell a Baden Baden-Powell.
Její otec zemřel v jejich dvou letech a na jeho počest přidala Agnesina matka k jejich příjmení ještě otcovo příjmení Baden.[zdroj?] Po smrti otce převzala vedení rodiny matka, která byla odhodlaná v dětech vyvolat touhu po úspěchu. Agnesin bratr Robert prohlásil: „Celé tajemství mého úspěchu nalezneme u mé matky.“ 
Agnes se stala uznávanou hudebnicí, hrála na varhany, klavír a housle. Kromě toho měla spoustu různých dalších zájmů, mimo jiné se zabývala přírodní historií, astronomií, chovem včel, ptáků a motýlů. V dubnu 1901 se zasnoubila se sirem Williamem Bissetem Berrym, předsedou jihoafrického parlamentu, ale ke sňatku nedošlo.
Se svým bratrem Badenem Fletcherem Smythem Baden-Powellem vyráběla letecké balóny, zpracovávali hedvábí na povrch balonů a společně podnikli mnoho letů. Později mu pomáhala i se stavbou letadel. Od roku 1938 byla čestnou společnicí Royal Aeronautical Society.Odkazy na vlastní zdroje
Několik let byla předsedkyní Westminsterské divize Červeného kříže a pracovala pro Ligu milosrdenství a pro vyšívací spolek Cech ručních prací královny Marie.[zdroj?]

## Skautské hnutí
Po vytvoření Skautské asociace zorganizoval Robert Baden-Powell v roce 1909 setkání skautů v Křišťálovém palaci v Londýně. Mezi mnoha tisíci shromážděnými skauty bylo přítomno několik stovek dívek registrovaných jako skauti a také menší skupina dívek ve skautských krojích, které na shromáždění dorazily pozdě a bez vstupenek, přesto se jim dostalo publicity.

Populárním názorem v té době bylo odmítat smíšené aktivity pro dívky a rostoucí tlak navíc přesvědčil Roberta Baden-Powella, aby zvážil založení samostatné organizace pro skautky, a protože byl odmítnut organizacemi první pomoci, oslovil svou sestru Agnes, která neochotně souhlasila, že se ujme organizace nového sesterského hnutí Světové asociace skautek. Její osobnost byla užitečná v boji proti negativním názorům na nové hnutí. Kamarád o ní napsal:
Každý, kdo se setkal s jejím jemným vlivem, jejím zájmem o všechna ženská umění a láskou k ptákům, hmyzu a květinám, by se vysmíval myšlence, že je prezidentkou jakéhosi kadetského sboru amazonek.
 Agnes setrvala ve funkci viceprezidentky až do své smrti 2. června 1945 v severovýchodním Surrey.Odkazy na vlastní zdroje Je pohřbena v rodinném hrobě na hřbitově Kensal Green v Londýně, její jméno na pomníku uvedeno není.